# Tafluprost
{{Drugbox-lat
| IUPAC_name = izopropil -{(5Z)-7-3,3-difluoro-4-fenoksibut-1-en-1-il]-3,5-dihidroksiciklopentil}hept-5-enoat
| image = Tafluprost_structure.svg
| width =
| image2 =
| width2 =
| tradename = Saflutan, Taflotan, Tapros, Zioptan
| Drugs.com = Internacionalno ime leka
| pregnancy_AU = 
| pregnancy_US = C
| pregnancy_category =  
| legal_AU = 
| legal_CA = 
| legal_UK = 
| legal_US = Rx-only
| legal_status =  
| routes_of_administration = Topikalni (kapi za oči)
| bioavailability =  
| protein_bound =  
| metabolism =  
| elimination_half-life =  
| excretion =  
| CAS_number_Ref =  
| CAS_number = 209860-87-7
| ATC_prefix = S01
| ATC_suffix = EE05
| ATC_supplemental =  
| PubChem = 6433101
| IUPHAR_ligand =
| ChEMBL_Ref =
| ChEBI_Ref =  
| ChEBI = 66899
| DrugBank =  
| ChEMBL = 1963683
| DrugBank_Ref =
| ChemSpiderID = 8044182
| UNII_Ref =  
| UNII = 1O6WQ6T7G3
| chemical_formula =  
| C=25 | H=34 | F=2 | O=5 
| molecular_weight = 452,531266 g/mol
| smiles = CC(C)OC(=O)CCC\C=C/CC(C(O)CC1O)C1\C=C\C(F)(F)COc2ccccc2
| StdInChI_Ref =  
| StdInChI = 
| StdInChIKey_Ref =  
| StdInChIKey = 
}}
Tafluprost (Taflotan, Zioptan) je prostaglandinski analog koji se koristi topikalno (kao kapi za oči) za kontrolu progresa glaukoma i okularne hipertenzije. On redukuju intraokularni pritisak tako što povećava odliv fluida iz očiju.

## Spoljašnje veze
|  | Molimo Vas, obratite pažnju na važno upozorenje u vezi sa temama iz oblasti medicine (zdravlja). |